# 東京医科歯科大学の人物一覧
東京医科歯科大学の人物一覧（とうきょういかしかだいがくのじんぶついちらん）は、東京医科歯科大学に関係する人物の一覧記事。

## 歴代学長
| 代 | 歴代学長   | 就任年月日     | 出身学部等                | 資格     | 専門                     |
| -- | ---------- | -------------- | ------------------------- | -------- | ------------------------ |
| 初 | 島峰徹     | 1928年10月13日 | 歯学部                    |          |                          |
| 02 | 長尾優     | 1944年2月10日  | 東京帝国大学医科大学      |          |                          |
| 02 | 岡田正弘   | 1961年7月1日   | 東京帝国大学医学部        | 医師     | 薬理学                   |
| 03 | 太田敬三   | 1968年3月1日   | 東京帝国大学医学部        | 医師     | 小児科学                 |
| 04 | 清水文彦   | 1969年10月9日  | 東京帝国大学医学部        | 医師     | 細菌学                   |
| 05 | 勝木保次   | 1974年9月18日  | 東京帝国大学医学部        | 医師     | 生理学                   |
| 06 | 吉田久     | 1977年8月1日   | 東京帝国大学医学部        | 医師     | 小児科学                 |
| 07 | 加納六郎   | 1985年8月1日   | 千葉医科大学 (旧制)医学部 | 医師     | 公衆衛生学               |
| 08 | 山本肇     | 1991年8月1日   | 東京医科歯科大学歯学部    | 歯科医師 | 口腔病理学               |
| 09 | 鈴木章夫   | 1995年8月1日   | 東京医科歯科大学医学部    | 医師     | 心臓外科学               |
| 10 | 大山喬史   | 2008年4月1日   | 東京医科歯科大学歯学部    | 歯科医師 | 歯科補綴学、スポーツ歯学 |
| 11 | 吉澤靖之   | 2014年4月1日   | 東京医科歯科大学医学部    | 医師     | 呼吸器学                 |
| 12 | 田中雄二郎 | 2020年4月1日   | 東京医科歯科大学医学部    | 医師     | 医学教育、消化器内科学   |

## 教員
五十音順
- 田上順次 - 歯学部長、摂食機能保存学講座う蝕制御学分野教授 日本歯科審美学会元会長、日本接着歯学会元会長
- 小村健 - 口腔機能再構築学系専攻口腔機能再建学講座顎口腔外科学分野教授 日本口腔腫瘍学会理事長
- 井上智子 - 名誉教授、国立看護大学校校長
- 大友康裕 - 救命救急センター長
- 筧裕介 - 大学院医歯学総合研究科 グローバルヘルスリーダー養成（MPH）コース非常勤講師、デザイナー、慶応大特任教授、イシュープラスデザイン理事長、日本計画行政学会学会奨励賞、グッドデザイン賞
- 嶋田昌彦 - 歯学部附属病院長、口腔機能再構築学系口腔機能再建学講座疼痛制御学分野教授 日本歯科麻酔学会理事長
- 武部貴則 - 先端医歯工学創成研究部門教授、日本医療研究開発大賞、日本学士院学術奨励賞
- 須田英明 - 口腔機能再構築学系専攻摂食機能保存学講座歯髄生物学分野教授
- 山口朗 - 口腔機能再構築学系口腔機能再建学講座口腔病理学分野教授 日本臨床口腔病理学会理事長
- 荒谷真平 - 元歯学部生化学講座主任教授、元東北大学歯学部長
- 水口俊介 - 高齢者歯科学分野教授、東京医科歯科大学歯学部附属病院先端歯科診療センター長、日本咀嚼学会理事長、歯学部附属病院長
- 高久田和夫 - 生体材料工学研究所名誉教授、日本歯科産業学会副会長
- 大野京子 - 認知行動医学講座眼科学教授、日本近視学会理事長
- 融道男 - 神経精神医学教室名誉教授、元日本精神神経学会会長
- 塙隆夫 - 生体材料工学研究所教授、元日本バイオマテリアル学会会長、元日本歯科理工学会理事長
- 由井伸彦 - 生体材料工学研究所教授、元日本バイオマテリアル学会会長
- 川渕孝一 - 医療経済学分野教授、FRONTEOアドバイザー
- 戸原玄 - 高齢者歯科学分野准教授
- 荒木孝二 - 歯学部附属病院 診療科 総合診療科 歯科総合診療部 教授、歯学部附属病院副病院長
- 水澤英洋 - 名誉教授、国立研究開発法人国立精神・神経医療研究センター理事長
- 室伏広治 - スポーツサイエンスセンター長、スポーツ庁長官、紫綬褒章
- 大谷義夫 - 呼吸器内科非常勤講師、池袋大谷クリニック院長
- 和氣健二郎 - 名誉教授、ヨーロッパ肝臓学会International Recognition Award（日本人初）

## OB・OG
各項目ごとに五十音順

### 政界
- 桜井充 - 参議院議員、元財務副大臣、元厚生労働副大臣(医学部卒)
- 髙階恵美子 - 元自民党衆議院議員、元厚生労働副大臣(保健衛生学科卒・大学院博士後期課程中退)
- 国光文乃 - 自民党衆議院議員、総務大臣政務官、元厚生労働省医療課課長補佐(大学院博士課程修了)
- 竹田光明 - 元民進党衆議院議員(医療管理政策学コース修了)
- 友納理緒 - 自民党参議院議員、弁護士、日本看護協会参与
- 川村雄大 - 公明党参議院議員

### 行政
- 滝澤秀次郎 - 元環境省環境保健部長、元日本医師会事務局長

### 財界
- 澤登拓 - フレアス創業者・社長CEO、山梨県やまなし大使
- 永田寛哲 - 元ピクシブ社長、元虹のコンキスタドールプロデューサー

### 芸能・スポーツ
- 小野彩香 - フリーアナウンサー
- 藤白りり - YouTuber
- マッスル北村 - ボディビルダー（中退）
- 宮下宏紀 - 躰道選手
- 堀内和一朗 - Ph・F・フォン・シーボルトの昆孫。躰道選手、ファウストボール選手、スポールブール選手
- 古山貴基 - 躰道選手
- 瀬川深 - 小説家
- 藤田富 - 俳優・モデル

### 研究者・学者

#### 医学
- 一條秀憲 - 東京大学創薬機構長・教授、日本学士院賞、紫綬褒章、分子生物学
- 市橋秀夫 - 元福島大学教授、元日本外来臨床精神医学会会長、元日本外来精神医療学会会長、精神科医
- 上田実 - 元東京大学医科学研究所教授、日本学術会議会長賞、再生医学
- 内田千秋 - 内田医院院長
- 大隅典子 - 東北大学副学長、元日本分子生物学会理事長、日本学術会議会員、神経科学
- 倉持仁- インターパーク倉持呼吸器内科院長、呼吸器学
- 影山任佐- 東京工業大学名誉教授、元日本犯罪学会理事長、元日本精神衛生会参与、犯罪精神病理学、臨床犯罪学
- 狩野方伸 - 東京大学ニューロインテリジェンス国際研究機構副拠点長・教授、日本学士院賞、紫綬褒章、神経生理学
- 河野一郎 - 筑波大学名誉教授、元日本スポーツ振興センター理事長、元日本アンチ・ドーピング機構会長
- 鎌田實 - 諏訪中央病院名誉院長、東京医科歯科大学臨床教授、日本チェルノブイリ連帯基金理事長、NHK放送文化賞
- 神山恵三 - 東京農工大学教授、日本環境学会会長、日本科学者会議事務局長、生気象学
- 河野邦雄 - 筑波大学名誉教授、元日本解剖学会理事長
- 木村昌由美 - マックスプランク精神医学研究所研究グループリーダー、生理学
- 窪田金次郎 - 東京医科歯科大学名誉教授、元日本咀嚼学会会長、解剖学
- 小池智子 - 慶應義塾大学准教授
- 佐藤和人 - 学校法人日本女子大学理事長兼学長、東京医科歯科大学臨床教授、リウマチ学
- 菅野純 - 元労働者健康安全機構日本バイオアッセイ研究センター所長、元国際毒性学連盟会長（アジア地区初）
- 斎藤洋三 - 神尾記念病院顧問、元東京都花粉症対策検討委員会会長、日本花粉学会学術賞
- 笹月健彦 - 国立国際医療センター名誉総長、九州大学名誉教授、紫綬褒章、武田医学賞、パリ市功労賞
- 佐藤達夫 - 東京医科歯科大学名誉教授、元東京有明医療大学学長、元臨床解剖研究学会会長
- 鈴木章夫 - 元東京医科歯科大学学長、文化功労者、紫綬褒章、心臓外科学
- 仙波純一 - 放送大学名誉教授、精神科医
- 高田正雄 - インペリアル・カレッジ・ロンドンイヴァン・マギル卿麻酔教授、元ハーバード大学マサチューセッツ総合病院客員准教授
- 東條有伸 - 東京大学名誉教授、元東京大学医科学研究所附属病院長、血液内科
- 永田俊彦 - 元順天堂大学教授、精神科医
- 中山敬一 - 東京医科歯科大学特別栄誉教授、元日本分子生物学会副理事長、紫綬褒章、日本学術振興会賞、細胞増殖
- 二木立 - 元日本福祉大学学長、医療経済学
- 西多昌規 - 早稲田大学准教授、精神科医
- 花村誠一 - 東京福祉大学教授、精神科医
- 林裕造 - 元国立衛生試験所安全性生物試験研究センター長、元日本健康・栄養食品協会理事長、病理学
- 姫野友美 - 日本薬科大学教授、心療内科医
- 弘末明良 - 茨城県立友部病院長、精神科医
- 藤井紀子 - 京都大学名誉教授、生化学
- 藤田紘一郎 - 東京医科歯科大学名誉教授、ティーペック取締役、日本文化振興会社会文化功労賞、熱帯医学、寄生虫学
- 堀口貞夫 - 愛育病院院長、産婦人科医
- 三角和雄 - 千葉西総合病院院長、東京医科歯科大学臨床教授
- 水島昇 - 東京大学大学院医学系研究科教授、トムソン・ロイター引用栄誉賞、紫綬褒章
- 三宅康史 - 帝京大学教授、帝京大学医学部附属病院高度救命救急センター長、救急医学
- 三宅幸子 - 順天堂大学医学部教授、元国立精神・神経医療研究センター神経研究所室長、元ハーバード大学博士研究員
- 宮坂信之 - 東京医科歯科大学名誉教授・元副学長、元日本リウマチ学会理事長、元日本炎症・再生医学会理事長
- 宮本忠雄 - 自治医科大学名誉教授・精神医学初代教授、元日本精神神経学会会長、日本病跡学会名誉会長、元日本芸術療法学会会長
- 森口尚史 - 元東京大学先端科学技術研究センター特任教授、元ハーバード大学客員研究員、看護師
- 山科正平 - 北里大学名誉教授、元日本顕微鏡学会会長、顕微解剖学
- 吉澤靖之 - 元東京医科歯科大学学長、呼吸器内科
- 吉原敬典 ‐ 目白大学経営学部教授、ホスピタリティマネジメント研究会会長

#### 歯学
- 飯田順一郎 - 北海道大学大学院歯学研究科口腔機能学講座歯科矯正学教室教授、日本顎変形症学会理事長。
- 石上友彦（大学院） - 日本大学歯科補綴学II講座教授、日本顎顔面補綴学会理事長、日本磁気歯科学会理事長。
- 石川純 - 元北海道大学歯学部長
- 石黒慶一 - 東北矯正歯科学会副会長、山形県歯科医師会会長、元鶴岡市教育委員長、元山形歯科専門学校副理事長・校長
- 岩久正明 - 新潟大学名誉教授、日本歯科保存学会元会長、日本歯科審美学会元会長、日本歯科人間ドック学会元会長
- 岩永譲 - 東京医科歯科大学教授、口腔顎顔面解剖学
- 梅田正博 - 長崎大学大学院医歯薬学総合研究科医療科学専攻 展開医療科学講座 口腔腫瘍治療学分野教授
- 江藤一洋 - 日本歯科医学会会長
- 岡野友宏 - 昭和大学歯学部口腔病態診断科学講座歯科放射線医学部門教授。元日本歯科放射線学会理事長
- 大山喬史 - 元東京医科歯科大学学長、元鶴見大学学長、元日本スポーツ歯科医学会理事長
- 興地隆史 - 新潟大学医歯学総合研究科口腔生命科学専攻口腔健康科学講座う蝕学分野教授
- 尾澤昌悟 - 愛知学院大学歯学部教授、歯科補綴学・顎顔面補綴学・再生医療学・口腔インプラント学
- 加藤熈 - 元北海道大学歯学部附属病院長
- 亀山洋一郎 - 元愛知学院大学歯学部長 病理学講座教授。元日本口腔病理学会（現日本臨床口腔病理学会）理事長
- 川崎堅三（大学院） - 鶴見大学歯学部解剖学第一講座教授
- 草間幹夫 - 自治医科大学名誉教授、国際医療福祉大学教授、日本口腔内科学会理事長
- 久保田康耶（東京医学歯学専門学校医学科および歯学部） - 元日本歯科麻酔学会理事長
- 桑原未代子（大学院） - 元大垣女子短期大学教授、元藤田学園保健衛生大学助教授
- 河野篤 - 元鶴見大学歯学部長
- 小林千尋 - 元摂食機能保存学講座歯髄生物学分野 准教授
- 古森孝英 - 神戸大学大学院医学研究科外科系講座口腔外科学分野教授、日本外傷歯学会副会長
- 佐伯政友 - 東北大学名誉教授
- 鈴木勝 - 第6代日本大学総長、元日本歯科医学会会長、元大学設置・学校法人審議会会長
- 須田立雄 - 昭和大学名誉教授、文化功労者、日本学士院会員、日本学士院賞
- 相馬邦道 - 東京医科歯科大学大学院医歯学総合研究科口腔機能再構築学系専攻口腔機能発育学講座咬合機能矯正学分野教授。元日本矯正歯科学会会長。
- 泰羅雅登 - 東京医科歯科大学教授、神経生理学
- 高橋新次郎 - 東京医科歯科大学教授　東京医科歯科大学歯学部長　東京医科歯科大学附属病院院長
- 丹沢秀樹 - 千葉大学大学院医学研究院先端がん治療学研究講座口腔科学分野教授。日本口腔科学会理事長。
- 富田喜内（東京医学歯学専門学校） - 元北海道大学歯学部長、元東日本学園大学（現北海道医療大学）学長
- 長尾優 - 東京医学歯学専門学校第二代校長（初代東京医科歯科大学学長）、初代東京医科歯科大学歯科材料研究所所長
- 久光久 - 昭和大学教授、日本歯科色彩学会元会長、日本歯科人間ドック学会会長、美容口腔管理学会理事長、元日本歯科審美学会会長
- 山本悦秀 - 金沢大学名誉教授、元日本口腔腫瘍学会理事長
- 山本肇 - 元東京医科歯科大学学長、元東北大学歯学部長、元日本レーザー歯学会理事長、日本学士院賞
- 米山隆之 - 日本大学教授、日本歯科理工学会理事長
- 和久本貞雄 - 元昭和大学歯学部長

#### 保健学
- 井上和久 - 埼玉県立大学准教授

#### 言語学
- オリガ・T・ヨコヤマ - カリフォルニア大学ロサンジェルス校特別栄誉教授、元ハーバード大学教授